# 狹山之丘站
狹山之丘站（日语：／ Sayamagaoka eki */?）是位於埼玉縣所澤市狹山之丘，屬於西武鐵道池袋線的鐵路車站。車站編號是SI20。

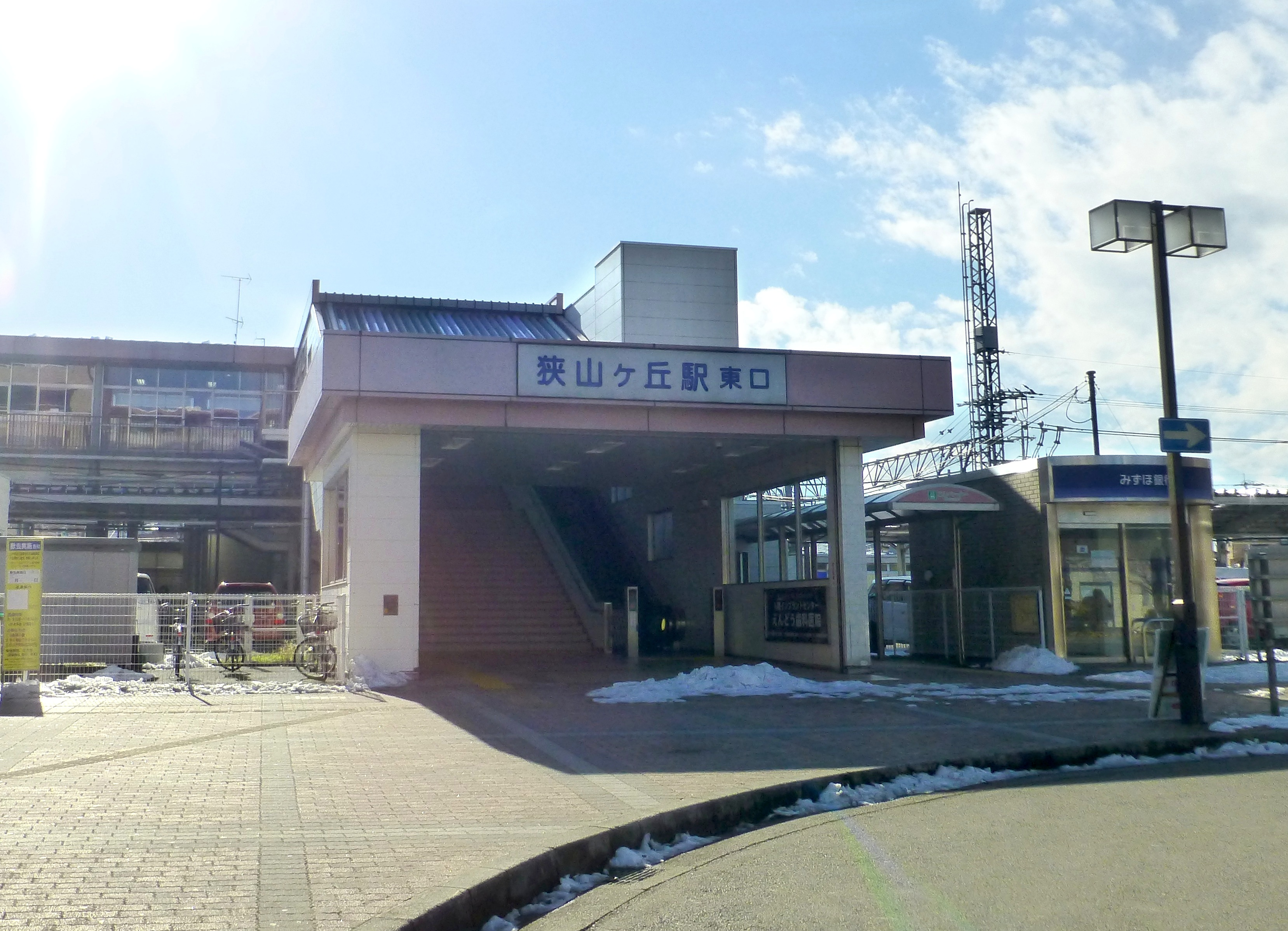
東口（2016年1月）

## 車站構造

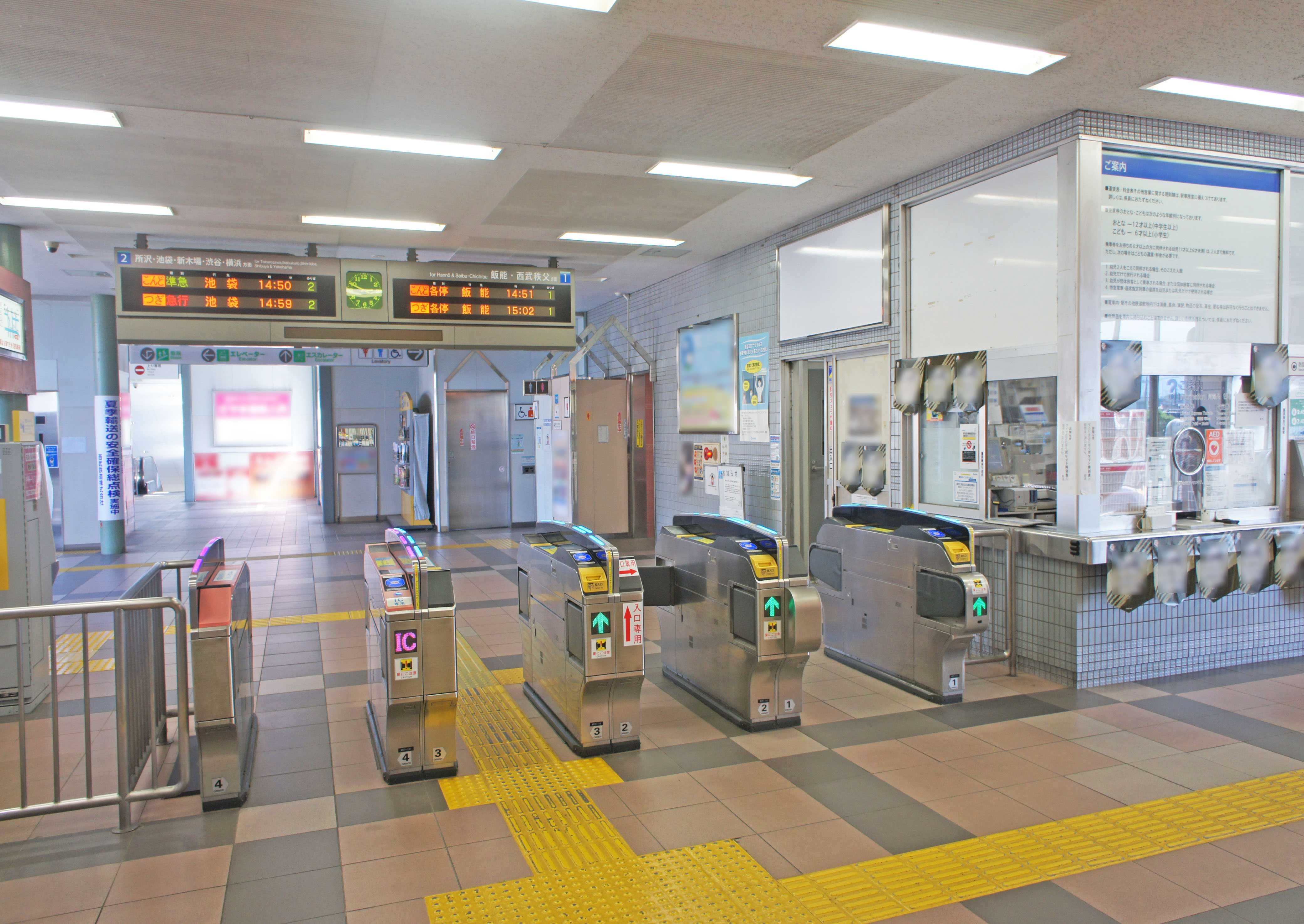
驗票閘口（2022年7月）

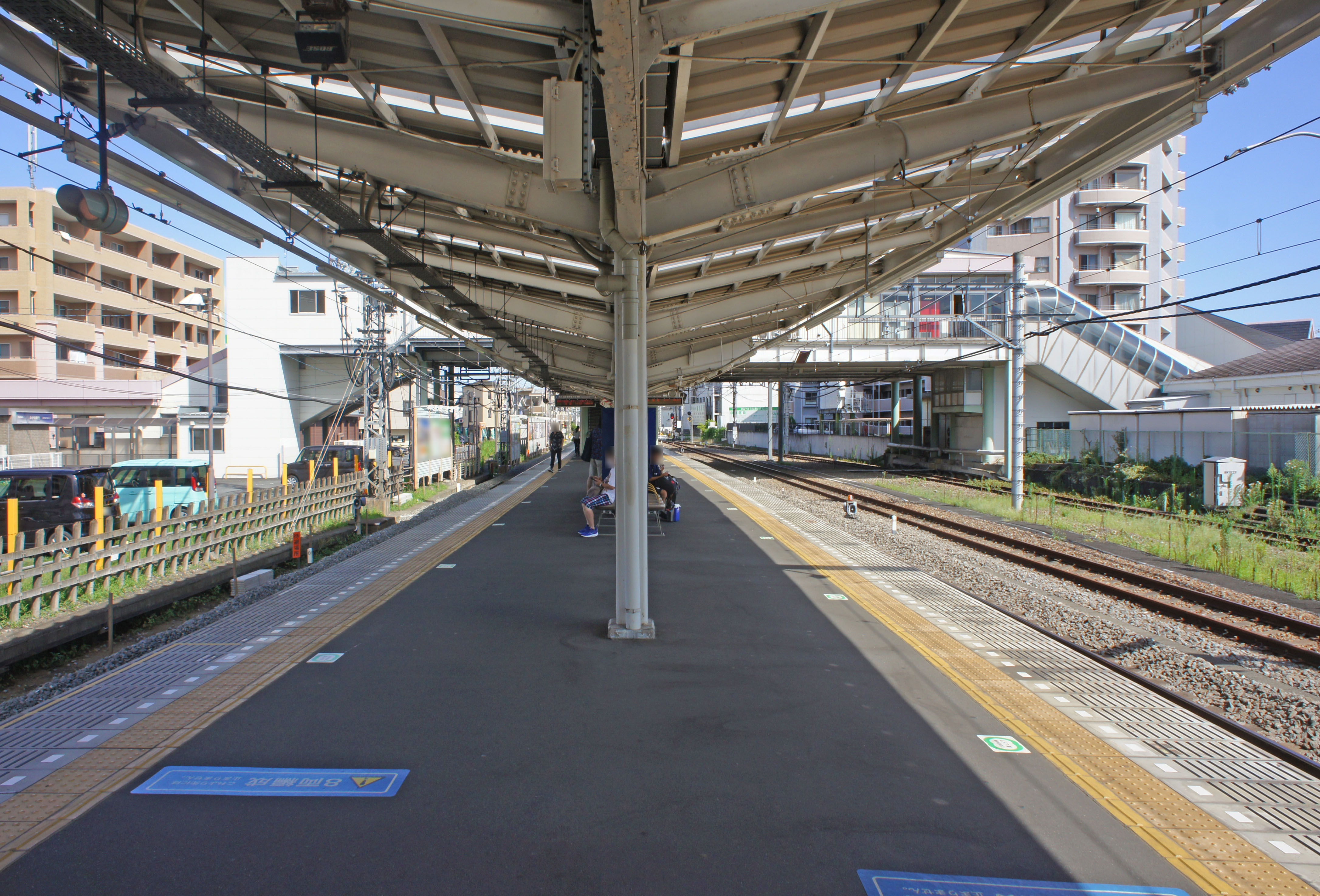
月台（2022年7月）

本站為島式月台1面2線的地面車站，月台有效長度為10節編組。月台近飯能部分是曲線。廁所位於2樓的閘內大廳，並設有多機能廁所。

### 月台配置
| 月台 | 路線   | 方向 | 目的地                             |
| ---- | ------ | ---- | ---------------------------------- |
| 1    | 池袋線 | 下行 | 飯能、西武秩父方向                 |
| 2    | 池袋線 | 上行 | 所澤、池袋、新木場、澀谷、橫濱方向 |

## 使用情況
2016年度1日平均上下車人次為25,626人。西武鐵道全部92個車站當中排行第42位。
近年1日平均上下車人次以及上車人次的推移如下表。
| 年度               | 1日平均 上下車人次 | 1日平均 上車人次 |
| ------------------ | ------------------ | ---------------- |
| 2003年（平成15年） | 29,981             |                  |
| 2004年（平成16年） | 29,626             |                  |
| 2005年（平成17年） | 29,299             |                  |
| 2006年（平成18年） | 29,393             |                  |
| 2007年（平成19年） | 29,340             |                  |
| 2008年（平成20年） | 28,946             |                  |
| 2009年（平成21年） | 28,092             |                  |
| 2010年（平成22年） | 26,835             |                  |
| 2011年（平成23年） | 25,997             |                  |
| 2012年（平成24年） | 26,023             |                  |
| 2013年（平成25年） | 26,238             |                  |
| 2014年（平成26年） | 25,665             |                  |
| 2015年（平成27年） | 25,831             |                  |
| 2016年（平成28年） | 25,626             |                  |

## 相鄰車站
西武鐵道

 池袋線
■快速急行
通過
■急行、■通勤急行、■快速、■準急、■各站停車（通勤急行只限上行運行）
小手指（SI19）－狹山之丘（SI20）－武藏藤澤（SI21）

## 外部連結
- 狹山之丘 - 西武鐵道